# Natació als Jocs Olímpics d'estiu de 1920 - relleus 4x200 metres lliures masculins
Els relleus 4x200 metres lliures masculins va ser una de les deu proves de natació que es disputaren als Jocs Olímpics d'Anvers de 1920. Aquesta era la tercera vegada que es disputava aquesta prova en uns Jocs. La competició es disputà entre el 25 i el 29 d'agost de 1920. Hi van prendre part 29 nedadores procedents de 7 països. Keith Kirkland fou substituït per Frank Beaurepaire a l'equip australià entre les semifinals i la final. El Comitè Olímpic Internacional no li atorga la medalla de plata a Keith Kirkland.

## Medallistes
| Or                                                                          | Plata                                                                  | Bronze                                                                 |
| Estats UnitsPerry McGillivray · Pua Kealoha · Norman Ross · Duke Kahanamoku | AustràliaHenry Hay · William Herald · Ivan Stedman · Frank Beaurepaire | Regne UnitLeslie Savage · Edward Peter · Henry Taylor · Harold Annison |

## Rècords
Aquests eren els rècords del món i olímpic que hi havia abans de la celebració dels Jocs Olímpics de 1920.
| Rècord del Món | 10:11.2 | Cecil Healy Malcolm Champion Leslie Boardman Harold Hardwick | Estocolm (SWE) | 15 de juliol de 1912 |
| Rècord Olímpic | 10:11.2 | Cecil Healy Malcolm Champion Leslie Boardman Harold Hardwick | Estocolm (SWE) | 15 de juliol de 1912 |

A la final l'equip dels Estats Units va establir un nou rècord del món.

## Resultats

### Semifinals
Es va disputar el 25 d'agost de 1920. Els dos primers de cada sèrie i el millor tercer passen a la final.
Semifinal 1
| Posició | Nedador                                                             | Temps   | Qual. |
| ------- | ------------------------------------------------------------------- | ------- | ----- |
| 1       | Pua Kealoha, Perry McGillivray, Norman Ross i Duke Kahanamoku (USA) | 10:20.4 | Q     |
| 2       | Henry Hay, William Herald, Ivan Stedman i Keith Kirkland (AUS)      | 10:23.0 | Q     |
| 3       | Robert Andersson, Frans Möller, Orvar Trolle i Arne Borg (SWE)      | 10:54.4 | q     |
| 4       | Albert Mayaud, Paul Vasseur, Georges Pouilley i Henri Padou (FRA)   | 11:53.0 |       |

Semifinal 2
| Posició | Nedador                                                                      | Temps   | Qual. |
| ------- | ---------------------------------------------------------------------------- | ------- | ----- |
| 1       | Leslie Savage, Edward Peter, Henry Taylor i Harold Annison (GBR)             | 10:51.0 | Q     |
| 2       | Mario Massa, Agostino Frassinetti, Antonio Quarantotto i Gilio Bisagno (ITA) | 11:01.2 | Q     |
| 3       | Jean-Pierre Vermetten, Joseph Cludts, René Bauwens, Gérard Blitz (BEL)       | 11:12.2 |       |

### Final
Es va disputar el 29 d'agost de 1920.
| Posició | Nedador                                                                      | Temps      |
| ------- | ---------------------------------------------------------------------------- | ---------- |
| 1       | Perry McGillivray, Pua Kealoha, Norman Ross i Duke Kahanamoku (USA)          | 10:04.4 WR |
| 2       | Henry Hay, William Herald, Ivan Stedman i Frank Beaurepaire (AUS)            | 10:25.4    |
| 3       | Leslie Savage, Edward Peter, Henry Taylor i Harold Annison (GBR)             | 10:37.2    |
| 4       | Robert Andersson, Frans Möller, Orvar Trolle i Arne Borg (SWE)               | 10:50.2    |
| 5       | Mario Massa, Agostino Frassinetti, Antonio Quarantotto i Gilio Bisagno (ITA) |            |